# Follia (Lil Jolie)
Follia è un singolo della cantautrice italiana Lil Jolie, pubblicato il 7 novembre 2023 come primo estratto dal secondo EP La vita non uccide.

## Descrizione
Il brano, scritto dalla stessa cantautrice con Federico De Nicola, Marco Maiole e Matteo Domenichelli, è prodotto da Emyk, Simone Capurro, in arte Starchild, e Stefano Tognini, in arte Zef.

## Promozione
Il brano è stato presentato in anteprima nel corso della ventitreesima edizione del talent show Amici di Maria De Filippi.

## Tracce
Testi e musiche di Angela Ciancio, Federico De Nicola, Marco Maiole e Matteo Domenichelli.
1. Follia – 2:32